# L.B. Nagar
L.B. Nagar là một thành phố và khu đô thị của quận Rangareddi thuộc bang Andhra Pradesh, Ấn Độ.

## Nhân khẩu
Theo điều tra dân số năm 2001 của Ấn Độ, L.B. Nagar có dân số 261.987 người. Phái nam chiếm 52% tổng số dân và phái nữ chiếm 48%. L.B. Nagar có tỷ lệ 74% biết đọc biết viết, cao hơn tỷ lệ trung bình toàn quốc là 59,5%: tỷ lệ cho phái nam là 79%, và tỷ lệ cho phái nữ là 69%. Tại L.B. Nagar, 11% dân số nhỏ hơn 6 tuổi.